# 马龙双子峰-斯诺马斯原野
马龙双子峰-斯诺马斯原野（英語：Maroon Bells–Snowmass Wilderness）是片美国原野，位于科羅拉多州中部埃尔克山之中，面积181,535英畝（734.65平方），建立于1980年，位于甘尼森国家森林和怀特河国家森林之中。荒原内部有着总长100英里（160）的步道、科罗拉多州的六座14000以上英尺的山峰和9座超过12,000英尺（3,700）的山峰。该原野名自境内的两座山峰，马龙双子峰以及斯诺马斯山。